# Mylor Conservation Park
Mylor Conservation Park är ett naturreservat i Australien. Det ligger i regionen Adelaide Hills och delstaten South Australia, omkring 20 kilometer sydost om delstatshuvudstaden Adelaide.
Trakten runt Mylor Conservation Park består till största delen av jordbruksmark. Runt Mylor Conservation Park är det ganska glesbefolkat, med 35 invånare per kvadratkilometer. Genomsnittlig årsnederbörd är 729 millimeter. Den regnigaste månaden är juni, med i genomsnitt 133 mm nederbörd, och den torraste är december, med 21 mm nederbörd.